# Leptopelis xenodactylus
Espèce
Statut de conservation UICN

 EN B2ab(ii,iii,iv) : En danger
Leptopelis xenodactylus est une espèce d'amphibiens de la famille des Arthroleptidae.

## Répartition
Cette espèce est endémique d'Afrique du Sud. Elle se rencontre de 1 000 à 1 830 m d'altitude dans les monts Drakensberg au KwaZulu-Natal et au Cap-Oriental.
Sa présence est incertaine au Lesotho.

## Publication originale
- Poynton, 1963 : Descriptions of southern African amphibians. Annals of the Natal Museum, vol. 15, p. 319-332 (« texte intégral »(Archive.org • Wikiwix • Archive.is • Google • Que faire ?)).